# Edendale (Nouvelle-Zélande)
Pour les articles homonymes, voir Edendale.
Edendale est une localité de la région du Southland dans l’Île du Sud de la Nouvelle-Zélande.

## Situation
La ville d'Edendale est située dans la plaine du Southland (en) juste à l'ouest du fleuve Mataura.

## Accès
La route nationale 1 passe à travers la ville d’Edendale, tout comme elle traverse les villes de Dacre et de Mataura.
La portion de la ligne de chemin de fer de la ligne principale du sud (en) de la branche principale de l'Île du Sud (en) passe à travers Edendale, ayant ainsi desservi la ville depuis avril 1875, bien que le service des passagers à travers la ville ait cessé le 10 février 2002, Edendale avait auparavant été desservie par quelques-uns des premiers trains exclusivement de passagers de la Nouvelle-Zélande, et en particulier, le premier South Express, puis le train nommé South Island Limited (en), et finalement le Southerner (en).
La ville d’Edendale a ainsi été une jonction du chemin de fer depuis presque 80 ans. En effet, le 2 octobre 1882, un embranchement de la ligne principale de l'Île du Sud (en), la branche de Wyndham (en), fut ouverte à partir d’Edendale vers la ville de Wyndham sur le côté opposé du fleuve Mataura. Le 1er mai 1890, la ligne fut étendue vers la ville de Glenham. Le trafic était léger dès le début et l'extension vers Glenham ferma dès le 14 juillet 1930 et le service passager vers Edendale – à l'origine était assuré par un train mixte et ensuite par un autorail de type classe RM (en), Model T Ford (en) – qui fut arrêté le 9 février 1931. Vers la fin des années 1950, la ligne vers la ville de Wyndham était essentiellement une extension de la station de chemin de fer d’Edendale et une quantité insuffisante de fret fit que la ligne fut fermée juste la semaine d'avant son 80e anniversaire et la ville d'Edendale cessa d'être une jonction pour le chemin de fer le 9 septembre 1962.

## Population
Selon le recensement de 2001, la ville d'Edendale a une population de 570 habitants, comprenant 300 hommes et 270 femmes, représentant une augmentation de 0,5 % soit seulement 3 personnes depuis le recensement de 1996.

## Histoire
La ville d'Edendale fut initialement un établissement de la New Zealand and Australian Land Company, qui mit en place le centre ville et la vendit par lots. L'établissement contenait plus de 120 000 acres de terrain. Au cours des années, la compagnie vendit 80 000 acres à une centaine de fermiers. La ferme principale avec ses dépendances de l'établissement d'Edendale fut achetée en 1902 par son ancien directeur, Mr Donald Macdonald. Macdonald plaida pour l'utilisation de la chaux dans de sol du Southland, ce qui en améliora largement les qualités. Les bâtiments initiaux de la ferme d'Edendale sont maintenant inscrits dans la Catégorie I de bâtiments listés par l'Historic Places Trust. Les dépendances, construites vers 1882, sont attractives et leur approche se fait par une route d'un mile de long à travers une allée de magnifiques arbres natifs matures tels que des totara, des kahikatea blancs et noirs et des matai. Les descendants de M. Macdonald continuent à être les propriétaires de ce domaine.

## Activité économique
Dans le centre principal de la ville d'Edendale, il y a plusieurs petites entreprises et commerces. Ils comprennent une boucherie, une laiterie, un garage, un bureau de poste et une école primaire nommée Edendale Primary School, qui est une école semi-rurale avec des élèves allant de l'année 1 à 6, dont le nombre s'est développé en fonction de l'expansion des installations du traitement du lait, avec actuellement un effectif d'environ 120 élèves.
Edendale avait en effet une usine de traitement du lait, dont le fonctionnement était assuré par la société Fonterra, mais qui initialement était une branche de la Southland Dairy Co-operative. La laiterie d'Edendale était initialement une usine de fabrication du fromage, mais en 1990 des expansions comprirent des procédés de fabrication du lait en poudre. L'installation fut ainsi étendue à plusieurs reprises depuis et c’était en 2009, la plus grande installation de traitement du lait brut dans le monde.